# Ernst-Heinrich Ahlf
Ernst-Heinrich Ahlf (* 1943) ist ein deutscher Jurist, ehemaliger Beamter im Bundeskriminalamt und emeritierter Professor an der Fachhochschule des Bundes.

## Leben
Nach dem Abitur am Athenaeum in Stade im Jahr 1963 war Ahlf bis 1967 in der Fernmeldetruppe der Bundeswehr und trat nach dem Studium der Rechtswissenschaften und der politischen Wissenschaften an den Universitäten Freiburg im Breisgau und Lausanne und einer Tätigkeit als wissenschaftlicher Mitarbeiter am Lehrstuhl von Wilhelm Hennis im Jahr 1975 in das Bundeskriminalamt (BKA) ein. 
Von 1981 bis 1991 war er Professor an der Fachhochschule des Bundes in den Fächern Verfassungsrecht, Strafrecht und Bundeskriminalamtgesetz (BKAG). Nachfolgend war er bis 2006 zunächst Leiter der kriminalistisch-kriminologischen Forschungsgruppe im BKA und dann Leiter der Gruppe Kriminalstrategie im BKA.
Nach seiner Pensionierung stiftete er der evolutionär-humanistischen Giordano-Bruno-Stiftung einen Prozesshilfefonds und baute ein Netzwerk säkularer Juristinnen und Juristen auf. Daraus ging 2017 das Institut für Weltanschauungsrecht (ifw) hervor, dessen Beiratsmitglied er ist.
Er hat vor allem zu den Themen Kriminalstrategie, Korruptionsbekämpfung, Polizeirecht und Ethik publiziert.